# Lobpreisung des Fürsten Lazar

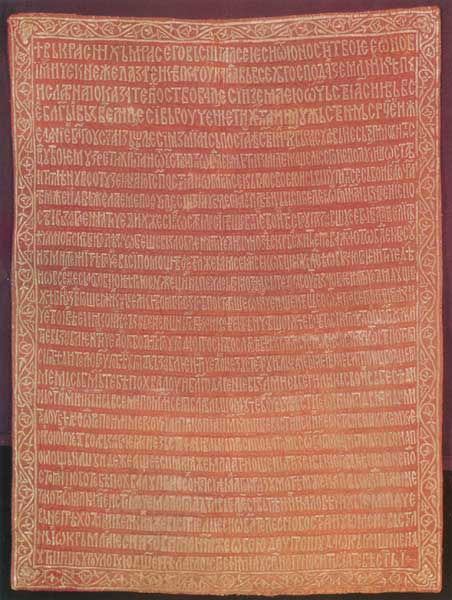
Lobpreisung des Fürsten Lazar

Die Lobpreisung des Fürsten Lazar (serb. Pohvala knezu lazaru; kyrill. Похвала кнезу Лазару) ist das früheste Zeugnis kirchenslawischer Lyrik serbischer Redaktion, verfasst von der orthodoxen christlichen Nonne Jefimija.
Der Text ist als Goldstickerei auf einem Totentuch für den Kopf der Reliquie des Heiligen Lazar Hrebeljanovic erhalten, das um 1402 im Kloster Ljubostinja angefertigt wurde. Heute befindet es sich im Museum der Serbisch-Orthodoxen Kirche in Belgrad.
Das Werk war Teil der Ausstellung über die spätbyzantinische Kunst im Metropolitan Museum of Art in New York 2004.

## Historischer Hintergrund
Der Text wurde unmittelbar vor der Schlacht bei Angora am 28. Juli 1402 verfasst. Als Vasallen des Sultans Beyazit I. befahlen die beiden ältesten Söhne des Fürsten Lazar, Stefan Lazarevic und Vuk, in dieser Schlacht die serbische Panzerreiterei. Die zwar zwischen Serben und Türken von relativem Frieden geprägte Zeit unter Beyazit I. war dennoch nicht unproblematisch, da der nicht volljährige Stefan, zur Zeit der Schlacht auf dem Amselfeld war er fünfzehn, von seiner Mutter Fürstin Milica in  Regierungsgeschäften vertreten werden musste und die jüngste Tochter und Schwester Stefans, Maria Olivera Despina zudem mit Bayezit vermählt wurde. Jefimija lernte den Sohn von Murad I., der in der Lobpreisung des Fürsten Lazar metaphorisch als Schlange bezeichnet wird, bei einer Mission 1398 in Serres kennen, als sie zusammen mit der Fürstin Milica im Rahmen einer diplomatischen Mission, um Gnade für den kurzzeitig in Ungnade gefallenen Stefan bat.

## Text
Der poetische Text ist als Gebet verfasst und hat 26 Zeilen. Der Originaltext ist in kirchenslawischer Schrift serbischer Redaktion in Goldstickerei auf roter Seide ausgeführt. Thematisch dominiert die erbetene himmlische Hilfe für die sich in Not befindenden Söhne Lazars mit Abwenden kriegerischen Leids und der Befreiung der Unterdrückten Christen. 
Zuerst wird Lazar als neuer Märtyrer gepriesen, der durch seinen Opfertod auf dem Schlachtfeld zwei Ziele erreicht hat, die Vergänglichkeit des irdischen Throns durch das Teilhaben himmlischen Reich eingetauscht zu haben und den Feind der Christen (gemeint ist der osmanische Emir Murat I.) beseitigt zu haben. Jefimija bittet dann, den durch sein Martyrium geheiligten Lazar, Gott und alle Himmlischen Krieger aufzurufen, die Kinder und das Volk, das er verließ, im bevorstehenden Krieg (gegen die Mongolen) zu unterstützen. Sodann bedankt Jefimija sich für die Güte, die Lazar ihr als vertriebene und heimatlose Fremde an seinem Hof gewährte. 

### Leitmotive
Im Gebet werden die christliche Vorstellung eines himmlischen Reichs und die erforderlichen Opfer der Gläubigen im Diesseits zur Erlangung einer christlichen Ordnung zum Ausdruck gebracht. Die in einer ungeschützten irdischen Welt lebenden und in äußerste Not geratenen, sind empathisch ins Gebet eingeschlossen, um göttliche Hilfe bei der Wiedererrichtung der Orthodoxie zu verlangen. Als Mittler zwischen den vom irdischen Tod und der von Fremdherrschaft bedrohten Kinder zu Gott, dient der christusgleiche väterliche himmlische Fürst Lazar, der durch die Überwindung seines Schicksals als Märtyrer ewige Unsterblichkeit erlangt hat und mit Beistand der Heiligen Krieger das drohende Unheil abwenden kann. Der nach seinem Martyrium auf dem Schlachtfeld zu Hilfe gerufene, ist hier schon der mythologisch verklärte heiligengleiche König, der die Christenheit auch weiterhin gegen die türkischen Invasoren verteidigt. Lazars Gestalt bildet mithin bereits die zentrale Gestalt im Freiheitskampf der nachfolgend von den Osmanen unterdrückten Generationen, was in der Lobpreisung durch den heftigen inneren Aufruhr und den daraus resultierenden, auch politisch Stellung nehmenden Aufforderungen zur Vertreibung des türkischen Feindes deutlich wird.

### Heiligenkult
Nach dem Untergang und Verschwinden der Nemanjiden versuchte die Orthodoxe Kirche in Serbien das entstandene Machtvakuum durch die Heiligsprechung Lazars nach der Schlacht auf dem Amselfeld zu füllen und seine Familie zur neuen Dynastie aufzubauen. Der im klösterlichen Umfeld entstandene Text der Lobpreisung des Fürsten Lazars bildet die Speerspitze der in Serbien bis dahin in diesem Umfang unbekannten Verehrung eines politischen Führers und dauert bis Heute vor allem in der serbisch-orthodoxen Kirche entsprechend fort.

### Bedeutung
Die Lobpreisung des Fürsten Lazar ist einer der bekanntesten mittelalterlichen Texte in serbischer Sprache. Jefimija hat sich durch die Lobpreisung als erste bedeutende serbische Dichterin verewigt. Sie besitzt damit auch eine Leitbildfunktion in der serbischen Kultur und gehört zu den historisch bekanntesten Serbinnen. 
Der von Anteilnahme und emotionalem Aufruhr geprägte Text wurde bildhaft vielfältig thematisiert. 
Das Werk ist in zweifacher Hinsicht bedeutend. Zum einen ist es von hoher literarischer Qualität, zum anderen behandelt der Text das historische Ereignis der Schlacht auf dem Amselfeld und die Situation in Serbien unmittelbar danach. Der Text ist damit eine der seltenen historischen Quellen zum Geschehen auf dem Amselfeld, denen zufolge Murad I. erst nach Beendigung der Schlacht starb, was im Widerspruch zur Deutung bei Konstantin Kostenecki steht.
Hier eine moderne serbische Transkription und die englische Übersetzung:
Похвала кнезу Лазару 

У красотама овога света васпитао си се од младости своје

о нови мучениче кнеже Лазаре,

и крепка рука Господња међу свом земаљском господом

крепког и славног показа те.

Господствовао си земљом отачаства ти

и у свим добротама узвеселио си уручене ти хришћане

и мужаственим срцем и жељом побожности

изашао си на змију

и непријатеља божанствених цркава,

расудивши да је неистрпљиво за срце твоје

да гледа хришћане отачаства ти

овладане Измаилћанима,

не би ли како ово постигао:

да оставиш пропадљиву висоту земаљског господства

и да се обагриш крвљу својом

и сјединиш са војницима небескога цара.

И тако две жеље постигао јеси:

и ЗМИЈУ убио јеси

и мучења венац примио јеси од Бога.

Сада не предај забораву вољена ти чеда

која си сирота оставио преласком ТВОЈИМ,

јер откако си ти у небеском весељу вечном,

многе скрби и болезни обузеше вољена ти чеда

и у многим скрбима живот проводе,

пошто су овладани Измаилћанима.

И свима нам је потребна помоћ твоја,

те се молимо моли се заједничком Владики

за вољена ти чеда

и за све који им с љубављу и вером служе.

Тугом су многом здружена вољена ти чеда,

јер они што једоше хлеб њихов подигоше на њих буну велику

и твоја добра у заборав ставише,

о мучениче.

Но ако сиНо ако си и прешао из живота овога,

скрби и болезни чеда својих знаш

и као мученик слободу имаш пред Господом,

преклони колена пред Владиком који те венчао,

моли да многолетни у добру живот

вољена ти чеда проводе богоугодно,

моли да православна вера хришћанска

неоскудно стоји у отачаству ти,

моли победитеља Бога

да победу подари вољеним ти чедима,

кнезу Стефану и Вуку,

за невидљиве и видљиве непријатеље,

јер ако помоћ примимо с Богом,

теби ћемо похвалу и благодарење дати.

Сабери збор својих сабеседника, светих мученика,

и са свима се помоли прославитељу ти Богу,

извести Георгија,

покрени Димитрија,

убеди Теодоре,

узми Меркурија и Прокопија

и четрдесет севастијских мученика не остави,

у чијем мучеништву војују чеда твоја вољена,

кнез Стефан и Вук,

моли да им се пода од Бога помоћ,

дођи, дакле, У помоћ нашу, ма где да си.

На моја мала приношења погледај

и у многа их урачунај,

јер теби не принесох похвалу како приличи,

већ колико је могуће маломе ми разуму,

па зато и мале награде чекам.

Но ниси тако ти, о мили мој господине и свети мучениче,

био малодаран у пропадљивом и маловечном,

колико више у непролазном и великом,

што примио јеси од Бога,

јер телесно страну мене у туђини

исхрањивао јеси изобилно,

те сада те молим обоје:

да ме исхраниш

и да утишаш буру љуту душе и тела мојега.

Јефимија усрдно приноси ово теби свети.
Eulogy to Prince Lazar 

In the beautiful of this world you raised yourself from your youth

O, New Martyr, Knez Lazar,

And Gods's strong and glorious hand

Pointed at you, among all the lords of the earth.

You lorded over your fatherland

And with your goodness delighted 

The Christians under your wing.

And with a martyr's heart and a wish for blessing

You went against the dragon

And against the enemies of the holy churches.

Having deemed it unbearable for your heart

To see the Christians of your fatherland

Be coquered by the turks

In order to achieve these

To leave the unstable height of earthly lordship

And tho spill your blood

And to join the soldiers of the heavenly emperor.

And so you achieved two wishes:

You killed the dragon

And received a martyr's wreath from God.

And now do not forget your beloved children

Whom you left orphaned by your transition.

For since you achieved the bliss in the eternal celestial joy

Many hardship and suffering fell upon your children

And in many misfortunes they spend their lives,

Because they are conquered by the Turks

And they need your help.

For this I beg you,

Pray to the universal ruler for your children,

And for all those who serve them with love and faith,

for they are fettered with worries,your beloved children

Those who ate their bread raised a conspiracy against them

And forgot your goodness,

o Martyr.

But since you passed from this life,

You know the worries and sufferings of your children

And as a martyr you are free before God.

Kneel before the Lord who wreathed you,

Pray that your children live long lives

In happiness pleasing to God.

Pray that Orthodox Christian faith amply endures in your fatherland

Ask the victorious God to grant victory

to your beloved children, Knez Stephan and Vuk,

Against visible and invisible enemies.

For if we receive God's help

We will give you praise and gratitude

Call for a meeting of your fellow martyrs

And pray with them to the glorifying God,

Warn George

Move Demetrios

Persuade both Theodores

Take Merkourios and Prokopios

And do not leave out the forty martyrs of Sebaseia

In whose suffering now fight your children,

Knez Stephan and Vuk.

Pray that the help from God be given them.

Come then to our aid, wherever you are.

Consider my small contribution

and count it among many,

For I did not grant you the prais you deserve,

But only as far as my small mind allowed,

And so I expect but small rewards

For you were not selfish, My Lord and Martyr,

In this decaying and short lasting world,

But you are more generous in the everlasting and magnificent

That you received from God.

For you fed me profusely

When I was foreign in a foreign land

And now I beg you both:

To feed me

and to assuage the fierce storm in my soul and body

Jefimija humbly offers you this, O Holy One